# Messier 35
Messier 35 este un obiect ceresc care face parte din Catalogul Messier, întocmit de astronomul francez Charles Messier.